# Zentrale Parteihochschule der Kommunistischen Partei Chinas
Die Zentrale Parteihochschule des Zentralkomitees der Kommunistischen Partei Chinas, chin. 中共中央党校,  ist die höchste Bildungseinrichtung der Kommunistischen Partei Chinas in Peking.
Wie die anderen Parteischulen in der Volksrepublik China ist sie für die Kaderausbildung und -fortbildung der Funktionäre der Kommunistischen Partei verantwortlich. Diese besuchen Kurse und Lehrgänge von einer Dauer zwischen einer Woche bis zu drei Jahren. Als zentrale Parteihochschule bereitet sie Funktionäre der Partei auf Spitzenpositionen in Staat und Partei vor. So haben in den letzten 30 Jahren ca. 30.000 Parteimitglieder die Hochschule durchlaufen, dies umfasst alle Führungsmitglieder der Kommunistischen Partei.